# Lacaille 8760
Lacaille 8760 (auch AX Microscopii) ist ein Roter Zwerg im Sternbild Mikroskop. Obwohl er etwas zu lichtschwach ist, um ohne ein Teleskop gesehen werden zu können, gehört er mit einer Entfernung von 12,9 Lichtjahren zu den Nachbarsternen der Sonne. Er wurde zuerst von dem französischen Astronomen Nicolas Louis de Lacaille in seinen posthum 1763 veröffentlichten Sternkatalog aufgenommen. Lacaille beobachtete den Stern am Südhimmel von seinem Observatorium am Kap der Guten Hoffnung aus.
In der Vergangenheit wurde der Stern zwischen den Spektralklassen K7 und M2 eingestuft. Am Abend des 12. September 1979 entdeckte der irische Astronom Patrick B. Byrne bei Beobachtungen am SAAO, dass Lacaille 8760 ein Flarestern ist, woraufhin der Stern die Veränderlichen-Bezeichnung AX Microscopii erhielt. Für einen Flarestern ist er jedoch relativ ruhig und bricht durchschnittlich weniger als einmal am Tag aus.
Die Umlaufbahn von Lacaille 8760 in der Milchstraße ist mit 0,23 von relativ hoher Exzentrizität. Seine größte Annäherung an die Sonne geschah vor rund 20.000 Jahren, als er näher als zwölf Lichtjahre herankam. Wegen seiner geringen Masse (60 % der Sonne) beträgt seine geschätzte Lebensdauer mit 75 Milliarden Jahren das Siebenfache der Sonne.
Trotz verschiedener Bemühungen von Astronomen konnten (Stand: 2018) noch keine Exoplaneten in einer Umlaufbahn um den Stern entdeckt werden.
Obwohl Lacaille 8760 der hellste Rote Zwerg am Himmel ist, ist er dennoch zu lichtschwach für die Beobachtung mit dem bloßen Auge. Er ist auch einer der größten und hellsten überhaupt bekannten Roten Zwerge mit 60 % der Sonnenmasse und 60 % des Sonnenradius.

## Entfernung
Bestimmung der Entfernung für Lacaille 8760
| Quelle                             | Parallaxe (mas) | Entfernung (pc) | Entfernung (Lj) | Entfernung (Pm) |
| ---------------------------------- | --------------- | --------------- | --------------- | --------------- |
| Woolley et al. (1970)              | 260 ± 8         | 3,85 ± 0,12     | 12,5 ± 0,4      | 118,7 +3,8−3,5  |
| Gliese & Jahreiß (1991)            | 258,6 ± 10,4    | 3,87 ± 0,16     | 12,6 ± 0,5      | 19,3 +5,0−4,6   |
| van Altena et al. (1995)           | 258,8 ± 10,9    | 3,86 ± 0,17     | 12,6 +0,6−0,5   | 19,2 +5,2−4,8   |
| Perryman et al. (1997) (Hipparcos) | 253,37 ± 1,13   | 3,947 ± 0,018   | 12,87 ± 0,06    | 121,8 ± 0,5     |
| Perryman et al. (1997) (Tycho)     |                 |                 |                 |                 |
| van Leeuwen (2007)                 | 253,41 ± 0,80   | 3,946 ± 0,012   | 12,87 ± 0,04    | 121,8 ± 0,4     |
| RECONS TOP100 (2012)               | 253,44 ± 0,80   | 3,946 ± 0,012   | 12,87 ± 0,04    | 121,8 ± 0,4     |
| Gaia DR2 (2018)                    | 251,83 ± 0,06   | 3,971 ± 0,001   | 12,95 ± 0,01    | 122,46 ± 0,03   |
| Gaia DR3 (2022)                    | 251,91 ± 0,04   | 3,970 ± 0,001   | 12,94 ± 0,01    | 122,42 ± 0,02   |

Nicht trigonometrische Entfernungsbestimmungen sind kursiv markiert. Die präziseste Bestimmung ist fett markiert.